# الحسن بن زياد اللؤلؤي
أَبُو عَلِيٍّ الْحَسَنُ بْنُ زِيَادٍ اللُّؤْلُؤِيُّ الْكُوفِيُّ ويُعرف اختصارًا بـ اللؤلؤي أو الحسن بن زياد اللؤلؤي (116 تقريبًا – 204هـ / غير معروف – 819م) فقيه العراق، أبو علي الأنصاري الكوفي، قاضٍ، من أصحاب أبي حنيفة، أخذ عنه وسمع منه، وكان عالمًا بمذهبه.

## سيرته
نسبته إلى بيع اللؤلؤ، وهو من أهل الكوفة، وكان أبوه من موالي الأنصار. نزل بغداد وصنَّف وتصدَّر للفقه. أخذ عنه محمد بن شجاع الثلجي، وشعيب بن أيوب الصريفيني. وكان أحد الأذكياء البارعين في الرأي، وَلِيَ القضاء بالكوفة سنة 194هـ بعد حفص بن غياث ثم عَزَل نفسه. وبعض علماء الحديث يطعنون في روايته.

## كتبه
- أدب القاضي
- معاني الإيمان
- النفقات
- الخراج
- الفرائض
- الوصايا
- الأمالي

## قالوا عنه
- قال محمد بن سماعة: «سمعته يقول: كتبت عن ابن جريج اثني عشر ألف حديث كلها يحتاج إليها الفقيه».
- قال أحمد بن عبد الحميد الحارثي: « ما رأيت أحسن خلقًا من الحسن اللؤلؤي! وكان يكسو مماليكه كما يكسو نفسه».
- قال الذهبي: « لَيَّنَهُ ابن المديني وطوَّل ترجمته الخطيب».
- قال عنه الجاحظ: « سمعت الحسن اللؤلؤي يقول: غَبَرتُ -أي: مكثتُ- أربعين عامًا، ما قِلْتُ -من القيلولة- ولا بِتُّ ولا اتكأت إلا والكتاب موضوع على صدري».[9]

## وفاته
توفي الحسن بن زياد سنة 204هـ/ 819م.

### فهرس المراجع

#### منشورات
1. 1 2 3 4 5 6  الزركلي (2002)، ج. 2، ص. 191.
2. ↑  الدباغ (2005)، ص. 78.
3. ↑  الدباغ (2005)، ص. 77.
4. ↑  الدباغ (2005)، ص. 79.
5. ↑  الدباغ (2005)، ص. 100–125.
6. ↑  الدباغ (2005)، ص. 135.
7. ↑  الدباغ (2005)، ص. 275.
8. ↑  الذهبي (1985)، ج. 9، ص. 543.
9. ↑  الجاحظ (2003)، ج. 1، ص. 40.
10. ↑  الشيرازي (1970)، ص. 136.

#### مواقع وب
1. 1 2  التاريخ، تراحم عبر. "الحسن بن زياد اللؤلؤي الكوفي أبي علي". tarajm.com. اطلع عليه بتاريخ 2024-12-19.

### بيانات المراجع (مُرتَّبة حسب تاريخ النشر)
- الشيرازي (1970)، طبقات الفقهاء، تحقيق: إحسان عباس، بيروت: دار الرائد العربي، QID:Q116998195{{استشهاد}}:  صيانة الاستشهاد: ref duplicates default (link)
- شمس الدين الذهبي (1985)، سير أعلام النبلاء، تحقيق: شعيب الأرنؤوط، مجموعة (ط. 1)، بيروت: مؤسسة الرسالة، OCLC:4770539064، QID:Q113078038
- خير الدين الزركلي (2002)، الأعلام: قاموس تراجم لأشهر الرجال والنساء من العرب والمستعربين والمستشرقين (ط. 15)، بيروت: دار العلم للملايين، OCLC:1127653771، QID:Q113504685
- الجاحظ (2003)، الحيوان، تحقيق: محمد باسل عيون السود (ط. 2)، بيروت: دار الكتب العلمية، QID:Q121260830{{استشهاد}}:  صيانة الاستشهاد: ref duplicates default (link)
- عبد الستار حامد الدباغ (2005). الحسن بن زياد وفقهه بين معاصريه (ط. 1). بيروت – لبنان: دار الكتب العلمية. ISBN:2-7451-4809-5.